# 1 000 kilomètres de Fuji 1988 (JSPC)
Navigation
Édition précédente Édition suivante
Les 1 000 kilomètres de Fuji 1988 (officiellement appelé les 1988 All Japan Fuji 1000 Kilometres), disputées le 1er mai 1988 sur le Fuji Speedway, ont été la troisième manche du Championnat du Japon de sport-prototypes 1988.

## La course

### Classement de la course
Voici le classement officiel au terme de la course,.
- Les premiers de chaque catégorie du championnat du monde sont signalés par un fond jaune.
- Pour la colonne Pneus, il faut passer le curseur au-dessus du modèle pour connaître le manufacturier de pneumatiques.
- Les voitures ne réussissant pas à parcourir 75% de la distance du gagnant sont non classées (NC).

| Pos  | Classe | no  | Écurie                         | Pilotes                                              | Châssis                             | Pneus | Tours | Temps                 |
| Pos  | Classe | no  | Écurie                         | Pilotes                                              | Moteur                              | Pneus | Tours | Temps                 |
| ---- | ------ | --- | ------------------------------ | ---------------------------------------------------- | ----------------------------------- | ----- | ----- | --------------------- |
| 1    | LD-1   | 16  | Leyton House Racing Team       | Kris Nissen Bruno Giacomelli                         | Porsche 962CK6                      | B     | 224   | 5 h 33 min 43 s 267   |
| 1    | LD-1   | 16  | Leyton House Racing Team       | Kris Nissen Bruno Giacomelli                         | Porsche Type-935 3,0 l Flat-6 Turbo | B     | 224   | 5 h 33 min 43 s 267   |
| 2    | LD-1   | 1   | Advan Alpha Nova               | Kunimitsu Takahashi Kazou Mogi                       | Porsche 962C                        | Y     | 223   | + 1 tour              |
| 2    | LD-1   | 1   | Advan Alpha Nova               | Kunimitsu Takahashi Kazou Mogi                       | Porsche Type-935 3,0 l Flat-6 Turbo | Y     | 223   | + 1 tour              |
| 3    | LD-1   | 55  | Omron Racing Team              | Kenny Acheson Price Cobb                             | Porsche 962C                        | D     | 223   | + 1 tour              |
| 3    | LD-1   | 55  | Omron Racing Team              | Kenny Acheson Price Cobb                             | Porsche Type-935 3,0 l Flat-6 Turbo | D     | 223   | + 1 tour              |
| 4    | LD-1   | 15  | Leyton House Racing Team       | Naoki Nagasaka Kaoru Hoshino Masahiko Kageyama       | Porsche 962C                        | B     | 221   | + 3 tours             |
| 4    | LD-1   | 15  | Leyton House Racing Team       | Naoki Nagasaka Kaoru Hoshino Masahiko Kageyama       | Porsche Type-935 3,0 l Flat-6 Turbo | B     | 221   | + 3 tours             |
| 5    | LD-1   | 25  | Rothmans Porsche Team Schuppan | Eje Elgh Maurizio Sandro Sala                        | Porsche 962C                        | D     | 220   | + 4 tours             |
| 5    | LD-1   | 25  | Rothmans Porsche Team Schuppan | Eje Elgh Maurizio Sandro Sala                        | Porsche Type-935 3,0 l Flat-6 Turbo | D     | 220   | + 4 tours             |
| 6    | LD-1   | 36  | Toyota Team Tom's              | Geoff Lees Masanori Sekiya Keiichi Suzuki            | Toyota 88C                          | B     | 219   | + 5 tours             |
| 6    | LD-1   | 36  | Toyota Team Tom's              | Geoff Lees Masanori Sekiya Keiichi Suzuki            | Toyota 3S-GTM 2,1 l I4 Turbo        | B     | 219   | + 5 tours             |
| 7    | LD-1   | 23  | Nissan Motorsport              | Kazuyoshi Hoshino Kenji Takahashi (de) Win Percy     | Nissan R88C                         | B     | 216   | + 8 tours             |
| 7    | LD-1   | 23  | Nissan Motorsport              | Kazuyoshi Hoshino Kenji Takahashi (de) Win Percy     | Nissan VEJ30 3,0 l V8 Turbo         | B     | 216   | + 8 tours             |
| 8    | LD-1   | 32  | Nissan Motorsports             | Masahiro Hasemi Aguri Suzuki Allan Grice (en)        | Nissan R88C                         | B     | 215   | + 9 tours             |
| 8    | LD-1   | 32  | Nissan Motorsports             | Masahiro Hasemi Aguri Suzuki Allan Grice (en)        | Nissan VRH30 3,0 l V8 Turbo         | B     | 215   | + 9 tours             |
| 9    | LD-1   | 85  | Person's Racing Team           | Takao Wada Anders Olofsson Toshio Suzuki             | March 88S                           | Y     | 213   | + 11 tours            |
| 9    | LD-1   | 85  | Person's Racing Team           | Takao Wada Anders Olofsson Toshio Suzuki             | Nissan VG30ET 3,2 l V6 Turbo        | Y     | 213   | + 11 tours            |
| 10   | LD-1   | 37  | Toyota Team Tom's              | Paolo Barilla Hitoshi Ogawa Tiff Needell             | Toyota 88C                          | B     | 204   | + 20 tours            |
| 10   | LD-1   | 37  | Toyota Team Tom's              | Paolo Barilla Hitoshi Ogawa Tiff Needell             | Toyota 3S-GTM 2,1 l I4 Turbo        | B     | 204   | + 20 tours            |
| 11   | LD-1   | 50  | SARD                           | Syuuroku Sasaki Tsunehisa Asai                       | SARD MC88S                          | D     | 198   | + 26 tours            |
| 11   | LD-1   | 50  | SARD                           | Syuuroku Sasaki Tsunehisa Asai                       | Toyota 3S-GTM 2,1 l I4 Turbo        | D     | 198   | + 26 tours            |
| 12   | LD-2   | 151 | British Barn Racing Team       | Jiro Yoneyama Hideo Fukuyama Hisatoyo Goto           | JTK 63C                             | D     | 187   | + 37 tours            |
| 12   | LD-2   | 151 | British Barn Racing Team       | Jiro Yoneyama Hideo Fukuyama Hisatoyo Goto           | Ford Cosworth DFL 3,3 l V8 Atmo     | D     | 187   | + 37 tours            |
| 13   | LD-3   | 30  | Cactus Racing                  | Iwao Sugai Hiroshi Sugai Yuu Konishi                 | Mazda RX-7                          | D     | 176   | + 48 tours            |
| 13   | LD-3   | 30  | Cactus Racing                  | Iwao Sugai Hiroshi Sugai Yuu Konishi                 | Mazda Rotary                        | D     | 176   | + 48 tours            |
| 14   | LD-1   | 3   | Auto Beaurex Motorsport        | Steven Andskär Andrew Gilbert-Scott                  | Toyota 87C                          | D     | 171   | + 53 tours            |
| 14   | LD-1   | 3   | Auto Beaurex Motorsport        | Steven Andskär Andrew Gilbert-Scott                  | Toyota 3S-GTM 2,1 l I4 Turbo        | D     | 171   | + 53 tours            |
| Abd. | LD-1   | 201 | Mazdaspeed                     | Yoshimi Katayama Yojiro Terada Takashi Yorino        | Mazda 767                           | D     | 109   | Arbre de transmission |
| Abd. | LD-1   | 201 | Mazdaspeed                     | Yoshimi Katayama Yojiro Terada Takashi Yorino        | Mazda 13J 2,6 l 4-Rotor             | D     | 109   | Arbre de transmission |
| Abd. | LD-1   | 27  | FromA Racing                   | Hideki Okada Stanley Dickens                         | Porsche 962C                        | B     | 90    | Accident              |
| Abd. | LD-1   | 27  | FromA Racing                   | Hideki Okada Stanley Dickens                         | Porsche Type-935 3,0 l Flat-6 Turbo | B     | 90    | Accident              |
| Abd. | LD-1   | 230 | Shizumatsu Racing              | Syuuji Fujii Tetsuji Shiratori Terumitsu Fujieda     | Mazda 757                           | D     | 84    | Sortie de course      |
| Abd. | LD-1   | 230 | Shizumatsu Racing              | Syuuji Fujii Tetsuji Shiratori Terumitsu Fujieda     | Mazda 13G 13G 2,0 l 3-Rotor         | D     | 84    | Sortie de course      |
| Abd. | LD-1   | 100 | Trust Racing Team              | Vern Schuppan George Fouché                          | Porsche 962C GTi                    | D     | 4     | Moteur                |
| Abd. | LD-1   | 100 | Trust Racing Team              | Vern Schuppan George Fouché                          | Porsche Type-935 3,0 l Flat-6 Turbo | D     | 4     | Moteur                |
| Nq.  | LD-3   | 71  | Expert Endou Syoukai           | Yoshiyuki Jitsukawa Shin'ya Nishizawa Tuue Nishibori | Nissan Sunny                        | D     | -     |                       |
| Nq.  | LD-3   | 71  | Expert Endou Syoukai           | Yoshiyuki Jitsukawa Shin'ya Nishizawa Tuue Nishibori | Nissan I4                           | D     | -     |                       |

## Pole position et record du tour
- Pole position :  Vern Schuppan /  George Fouché (#100 Trust Racing Team) en 1 min 18 s 722
- Meilleur tour en course :  George Fouché (#100 Trust Racing Team) en 1 min 22 s 190

## À noter
- Longueur du circuit : 4,470 km
- Distance parcourue par les vainqueurs : 1 001,280 km